# Gesellschaft für Internationale Burgenkunde

Logo der GIB

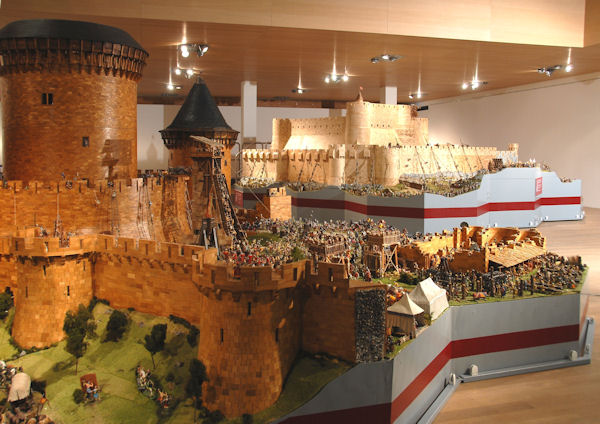
Der Donjon von Coucy (vorne) mit dem Krak des Chevaliers im Landesmuseum Bonn, 2009

Die Gesellschaft für Internationale Burgenkunde e.V. (GIB) befasst sich mit der mittelalterlichen Burgenkultur von der Karolingerzeit bis zum ausgehenden Mittelalter. Die GIB erforscht den europäischen und mediterranen Wehrbau und wendet sich mit ihren Architektur-, Schiffs- und Figurenmodellen über Ausstellungen an die Öffentlichkeit.

## Geschichte der GIB
Die GIB wurde am 26. April 1996 als gemeinnütziger Verein in Aachen gegründet unter Mitwirkung des Bundestagsabgeordneten Hans Stercken und des Hauptgeschäftsführers der Deutsch-Französischen Industrie- und Handelskammer in Paris, Konsul Cornel Renfert und auf Initiative des Architekten Bernhard Siepen, der ihr seit 2000 vorsteht. 1997 begann sie mit dem Bau des ersten Modells, des Donjons von Coucy, dem weitere Modelle folgten, zuletzt das Castel del Monte.
Waren es zunächst Ausstellungen über Französische Donjons (wehrhafte Wohntürme), Burgen und Basare aus der Kreuzfahrerzeit und über mittelalterlichen Schiffbau und Schifffahrt, befasst sich die GIB aktuell mit dem Pfalzenbau der Karolinger- bis zur Stauferzeit. Geplant ist ein Modell der Aachener Kaiserpfalz.

## Modelle 1: 25
Im Mittelpunkt der mehrsprachigen Ausstellungen stehen die Architektur-Modelle im Maßstab 1 : 25. Jeweils tausende, nach historischen Vorlagen angefertigte Figuren beleben die Szenen. Die Modelle entstanden nach eigenen Forschungen im Dialog mit Fachleuten für die entsprechende Epoche. Viele dargestellte Objekte gehören heute zum Weltkulturerbe der UNESCO. Die Modelle stellen eine dreidimensionale Reise ins Mittelalter in Orient und Okzident dar.

### Donjon von Coucy 1339

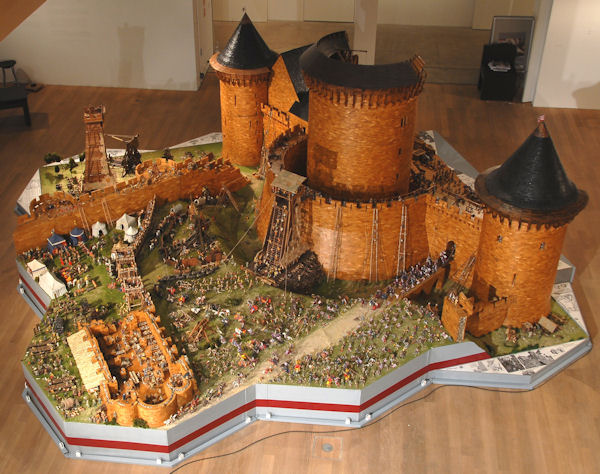
Donjon von Coucy, Maße: 6×6 m, Höhe 2,40 m, ca. 2500 Figuren

Mit 54 m Höhe, 31 m Durchmesser und bis zu 7,5 m starken Wänden war der Hauptturm der Burg von Coucy der mächtigste Wohnturm des Abendlandes. In der Nähe der berühmten frühgotischen Kathedrale von Laon ließ Enguerrand III. in den Jahren 1223 bis 1225 den gewaltigen Turm als eindrucksvolle Manifestation seiner Macht auf den Burghügel seiner Stadt Coucy (Picardie) stellen. Unter Mazarin wurden die Turmgewölbe gesprengt und die beeindruckende Ruine 1917 durch deutsche Truppen vollständig zerstört.
Das Modell zeigt die Burg im Zustand der Belagerung im Jahre 1339, als sie zu Beginn des Hundertjährigen Krieges englischen Truppen widerstand, die mit Belagerungstürmen und Steinschleudern die Mantelmauer zu stürmen versuchten. Ein Schnitt durch Turm und Pallas öffnet den Blick in die Säle und auf die von Hurden umgebene Wehrplattform. Der Modell-Ausschnitt umfasst den ganzen Donjon, den halben Pallas, einen Teil der Kernburg und der Vorburg.
Entwurfsgrundlage: eigene Zeichnungen, Pläne von Viollet-le-Duc und Archivfotos aus dem 19. Jh.

### Französisches Ritterturnier 14. Jh.

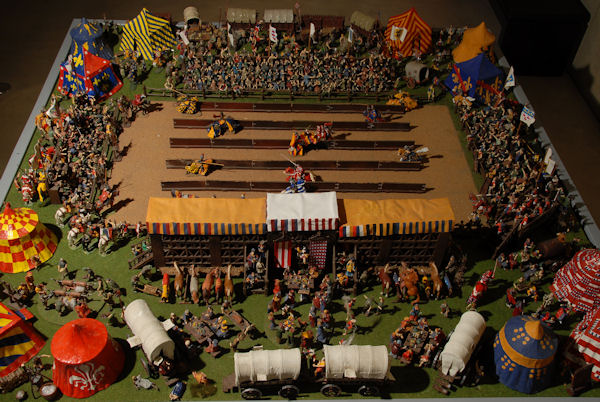
Französisches Ritterturnier, Maße: 2 m × 2 m, ca. 700 Figuren

Das durch die Wappenfarben des französischen Hochadels geprägte Modell veranschaulicht höfische Freizeitgestaltung im Frankreich des 14. Jahrhunderts. Die zentrale Figur ist auch hier der Herr von Coucy mit seinem Hofstaat, der Fürsten und Ritter zu seinem festlichen Turnier geladen hat.

### Basar von Aleppo 16. Jh.

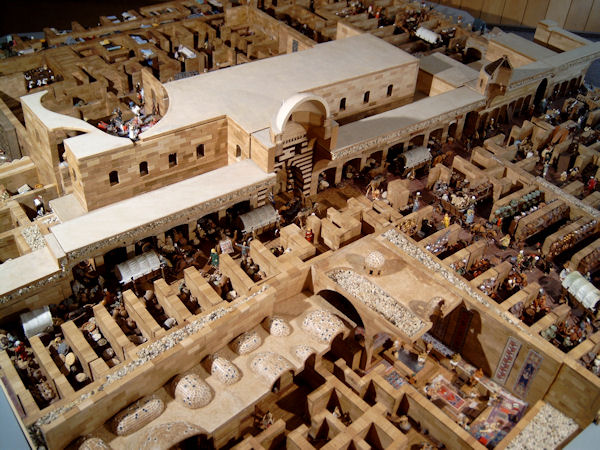
Basar von Aleppo, Maße: 4 m × 4 m, ca. 750 Figuren

Aleppo in Syrien, eine der ältesten Städte der Welt, besitzt unterhalb der berühmten Zitadelle und in unmittelbarer Nähe der Freitagsmoschee den weltgrößten, heute noch genutzten Basar. In Aleppo trafen sich die Weihrauchstraße aus Arabien und die Seidenstraße aus China.
Das Modell gibt einen Ausschnitt von 80 m × 80 m des Basars zur Zeit der osmanischen Herrschaft wieder. Es zeigt, umgeben von engen Souk-Gassen, in denen reges Basartreiben stattfindet, eine Karawanserei und ein kuppelgekröntes Doppelbad (Hammam) aus frühosmanischer Zeit.
Entwurfsgrundlage: Katasterpläne aus der französischen Mandatszeit und Aufmaße vor Ort durch ein syrisches Architekturbüro.

### Krak des Chevaliers 1271

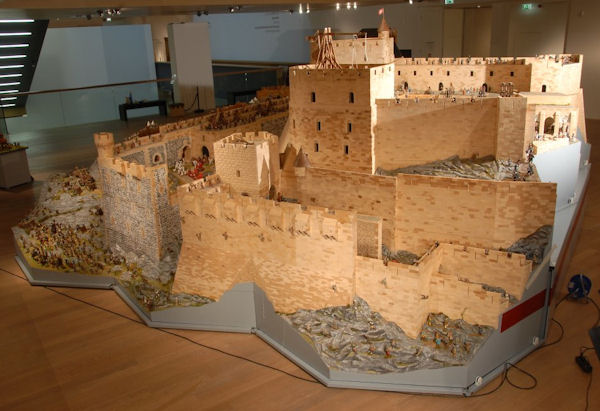
Krak des Chevaliers, Maße: 6 m × 6 m, Höhe ca. 2,30 m, ca. 2000 Figuren

In den Ausläufern des Gebel el-Ansarieh im südlichen Syrien thront in 650 m Höhe die eindrucksvollste noch erhaltene Kreuzfahrerburg. Der Krak des Chevaliers, von dem im Süden auslaufenden Felsband durch einen Graben getrennt, beherrscht mit seinen zwei konzentrischen Mauerringen noch heute das Tal. 1142 erwarben die Johanniter den Ort und bauten die vorhandene kleine Burg in den folgenden Jahrzehnten zu der bestehenden großen Festung aus. Erdbeben unterbrachen in den Jahren zwischen 1156 und 1202 die Bauarbeiten und hinterließen Zerstörungen. Sultan Saladin und seine Nachfolger belagerten die Burg mehrmals vergeblich. Nach einem ersten gescheiterten Versuch 1267 griff der Mamlukensultan Baibars den Krak 1271 erneut an. Mit gewaltigen Belagerungsgeräten und Mineuren konnte er einen Turm zerstören und überzeugte die Besatzung, ihm die Festung gegen freies Geleit zu übergeben.
Das Modell zeigt die letzte Phase dieser Belagerung, kurz bevor der Südwestturm der Vorburg nach Unterminierung zusammenstürzte. Während muslimische Angreifer und Kreuzritter ihre Posten besetzen, flüchten Pilger und Landbevölkerung in die Oberburg.
Der Besucher schaut auf der Rückseite des Modells in die aufgeschnitten dargestellte Kernburg und das bis zu 2000 Menschen fassende Dormitorium, das Vestibül, den Rittersaal und die Küche.
Entwurfsgrundlage: tachymetrisches Bauaufmaß

### Muslimische Gewichtsteinschleudern 13. Jh.

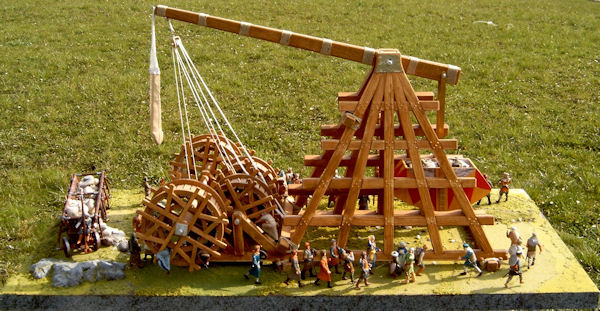
Muslimische Gewichtsteinschleuder, Maße: 1 m × 0,6 m, ca. 50 Figuren

Dieser Typ großer Blide scheint in der islamischen Welt während der Kreuzzüge im 12. Jahrhundert entwickelt worden zu sein. Neue Elemente waren der lange Hebelarm, das Tretrad und die Verwendung eines Flaschenzuges und eines Winkelmessers. Das eine Modell zeigt die Schleuder im Aufbau, das andere in Aktion.
Entwurfsgrundlage: Beschreibung und Skizze von Al-Zardkas um 1375 (Top-Kapi Sarayi, Istanbul)

### Kreuzfahrerschiffe im Hafen von Akkon 1270

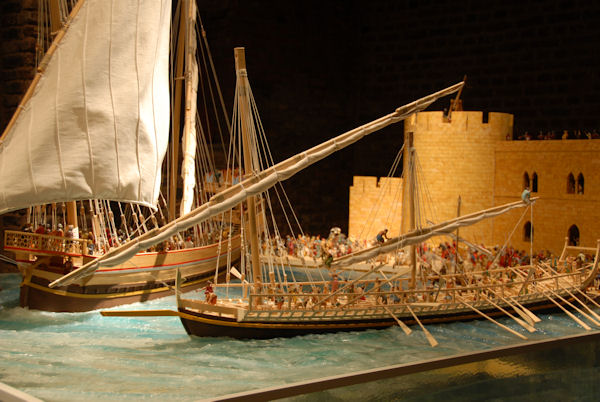
Hafen von Akkon, Maße: 3 m× 2 m, ca. 600 Figuren

1104 wird das auf einer Halbinsel gelegene, zur Landseite von einem doppelten Mauerring gesicherte Akkon als wichtigster und größter Hafen im Heiligen Land Hauptstadt des Königreiches Jerusalem und zugleich Hauptsitz aller Kreuzritterorden. 1291 erobert der Sultan von Aegypten diese letzte große christliche Bastion in der Levante.
Das Modell zeigt eine Hafenszene vor dem Hof der Kette am inneren Hafen um die Mitte des 13. Jahrhunderts.
Eine nave aus der Flotte des heiligen Ludwig verlässt gerade mit 350 Pilgern den Hafen. Unterdessen entlädt der Pferdetransporter seines Bruders Karl von Anjou, eine wie eine Galeere gebaute tarida für 108 Ruderer, gerade seine Fracht am Kai. Entwurfsgrundlage:
Stadtgrundriss nach Petrus Vesconte und Marino Sanudo. Schiffe nach den Bau-Aufträgen Ludwigs IX. und Karls von Anjou und den überlieferten Bauverfahren (partisoni).

### Castel del Monte 1240

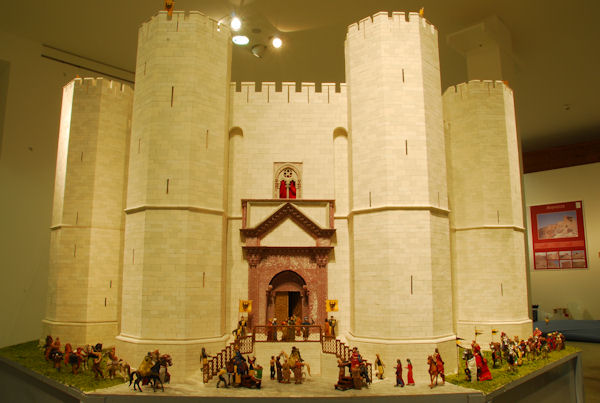
Castel del Monte Maße: 3 m × 3 m (Oktogon), ca. 400 Figuren

In 540 m Höhe erhebt sich das berühmte achteckige Castel Kaiser Friedrichs II. Jede Ecke markiert ein ebenfalls achteckiger Turm. Anscheinend wurde der Bau nie vollendet. Über seine Funktion rätselt man bis heute: Wehrbau, Jagdschloss oder Sakralbau?
Das Modell setzt eine dieser Hypothesen um: Mit wehrhaften Zinnen auf erhöhten Türmen erscheint das Schloss schon aus der Ferne wie eine Krone auf seinem Hügel. Durch einen Stufenschnitt an der Rückseite blickt man in Hof und Innenräume. Die Figurenszenen zeigen Kaiser Friedrich II. mehrmals: beim Empfang von Gesandten, zusammen mit seinen Falknern und mit Gelehrten.
Entwurfsgrundlage: Planvorlagen nach Bauaufnahme von Wulf Schirmer, Karlsruhe

## Ausstellungen
Mehr als 1 Million Besucher haben seit 1998 die Ausstellungen der GIB in verschiedenen Museen in Europa und Amerika gesehen. Darunter waren:
| Ort                    | Museum                                        | Jahr    | Ausstellungsname                                                        |
| ---------------------- | --------------------------------------------- | ------- | ----------------------------------------------------------------------- |
| Bonn                   | LVR-LandesMuseum Bonn                         | 2009    | Burgen 1 : 25 – Mittelalter im Modell                                   |
| Washington, D.C. (USA) | The National Geographic Museum                | 2006    | Castles of the Crusades, a view in miniature                            |
| Omaha/Nebraska (USA)   | Joslyn Art Museum                             | 2006    | French Donjons: Castle of Coucy - Medieval Life in Miniature            |
| Frankfurt am Main      | Archäologisches Museum                        | 2005/06 | Burgen und Basare der Kreuzfahrerzeit                                   |
| Sully-sur-Loire (F)    | Schloss Sully-sur-Loire                       | 2005    | Au temps des Donjons                                                    |
| Solingen/Wuppertal     | Schloss Burg                                  | 2005    | Der Donjon von Coucy                                                    |
| Düsseldorf             | Haus der Architekten                          | 2004/05 | Von Aleppo nach Coucy – vom Orient zum Okzident                         |
| Kulmbach               | Plassenburg                                   | 2004    | Französische Donjons                                                    |
| Frankfurt am Main      | Archäologisches Museum                        | 2003    | Wolkenkratzer des Mittelalters                                          |
| Mönchengladbach        | Schloss Rheydt                                | 2002    | Coucy 1225                                                              |
| Erfurt                 | Runneburg                                     | 2001    | Französische Burgen                                                     |
| Washington D.C.        | The National Geographic Museum                | 2001    | French Donjon: Castle of Coucy                                          |
| Dresden                | Burg Kriebstein                               | 2000    | Französische Donjons - Französische Wohn- und Wehrtürme des 11.–15. Jh. |
| Coburg                 | Veste Coburg                                  | 2000    | Stolze Burgen, fest gefügt, Französische Donjons                        |
| Meissen                | Albrechtsburg                                 | 2000    | Französische Donjons, Französische Wohn- und Wehrtürme des 11.–15. Jh.  |
| Soissons (F)           | Musée de Soissons: Abteikirche St. Léger      | 1999    | Château de Coucy, Image er mémoire                                      |
| Strasbourg (F)         | Hôtel du Département                          | 1999    | Les donjons français                                                    |
| Loches (F)             | Schloss Loches                                | 1998    | Les Donjons de l’ouest de la France                                     |
| Aachen                 | Kundenhalle Münsterplatz der Sparkasse Aachen | 1998    | Französische Donjons                                                    |

## Aktivitäten der GIB in Stichworten
- Fertigung von Burgenmodellen nach Bauaufmaß am Objekt im Maßstab 1:25.
- Modellieren und Bemalen von Figuren im Maßstab 1:25 zur Veranschaulichung eines authentischen Burgenumfeldes nach historischen Vorgaben, z. B. Miniaturen.
- Veranstaltung von Multimedia-Schauen und Lichtbildvorträgen, Seminaren, Tagungen.[2]
- Präsentation bedeutender Burganlagen in Modellen, Zeichnungen und auf Schautafeln.
- Ausflüge und Studienreisen zu repräsentativen Burganlagen und Ausstellungen.
- Förderung von Forschungen und handwerklichen Arbeiten.
- Lehrveranstaltungen zu historischen Profanbauten in Zusammenarbeit mit Ausbildungsstätten (Museum, Schule, Universität)
- Begleitung der Ausstellungsvorbereitung durch Wissenschaftliche Beiräte.[3]

## Veröffentlichungen
- Französische Donjons, Herausgeber Bernhard Siepen, Aachen 2002, ISBN 3-00-007776-6
- Wohntürme, Herausgeber Heinz Müller, Langenweißbach 2002, ISBN 3-930036-76-2[4]
- Ile de France gothique – 2 – Les demeures seigneuriales, Herausgeber Jean Mesqui, Paris 1988, ISBN 2-7084-0374-5
- Châteaux et enceintes de la France Médiévale, Herausgeber Jean Mesqui, Paris 1991, ISBN 2-7084-0419-9
- Les programmes résidentiels du château de Coucy du XIIIe au XVIe siècle, Herausgeber Jean Mesqui, Paris 1994[5]
- Burgen und Basare der Kreuzfahrerzeit, Herausgeber Hans Altmann und Bernhard Siepen, Fulda 2005, ISBN 3-86568-046-1 (Ausstellungsbegleitbuch)
- Burgen und Basare der Kreuzfahrerzeit, Herausgeber Bernhard Siepen, Karina Kisza und Nina Radermacher (Malbuch), Fulda 2005, ISBN 3-86568-059-3
- Spuren der Kreuzfahrer – Modelle, Herausgeber Bernhard Siepen und Ulrich Alertz, Aachen 2009, ISBN 978-3-927535213
- Damaskus – Aleppo – 5000 Jahre Stadtentwicklung in Syrien, Herausgeber Mammoun Fansa, Heinz Gaube, Jens Windelberg, Mainz 2000, ISBN 3-8053-2694-7
- Castel del Monte – Forschungsergebnisse der Jahre 1990 bis 1996, Herausgeber Wulf Schirmer, Mainz 2000, ISBN 3-8053-2657-2
- Wissenschaft und Technik im Islam, Einführung in die Geschichte der arabisch-islamischen Wissenschaften, Herausgeber Fuat Sezgin, Frankfurt am Main 2003, ISBN 3-8298-0072-X